# Johann Bartsch (Politiker)
Johann Bartsch (* 27. März 1904 in Neuenburg, Schwetz; † 9. Oktober 1972 in Berlin) war ein deutscher Politiker (FDP).
Nach dem Besuch des humanistischen Gymnasiums absolvierte Bartsch eine Lehre und arbeitete als Schornsteinfeger. Das anschließende Studium an der Baugewerkschule in Berlin-Neukölln schloss er mit der Meisterprüfung ab. 1939 wurde er zum Bezirksschornsteinfeger bestellt. Er trat 1945 in die FDP ein und war zeitweise Vorsitzender des Bezirks Neukölln. Er war von 1951 bis 1955 Mitglied des ersten Abgeordnetenhauses von Berlin.